# Batalha de Sluys
A Batalha de Sluys, também chamada de Batalha de l'Écluse, foi uma batalha naval travada em 24 de junho de 1340 entre a Inglaterra e a França. Teve lugar na enseada do porto de Sluys (francês Écluse), numa enseada desde então assoreada entre a Zelândia e a Flandres Ocidental. A frota inglesa de 120 a 150 navios foi liderada por Eduardo III da Inglaterra e a frota francesa de 230 pelo cavaleiro bretão Hugues Quiéret, Almirante da França, e Nicolas Béhuchet, Condestável da França.
Edward partiu do rio Orwell em 22 de junho e encontrou os franceses bloqueando seu caminho para o porto de Sluys. Os franceses haviam unido seus navios em três linhas, formando grandes plataformas flutuantes de combate. A frota inglesa passou algum tempo manobrando para tirar vantagem do vento e da maré. Durante esse atraso, os navios franceses foram conduzidos para o leste de suas posições iniciais e ficaram emaranhados uns com os outros. Béhuchet e Quiéret ordenaram que os navios fossem separados e a frota tentou voltar para o oeste, contra o vento e a maré. Enquanto os franceses estavam nesse estado desorganizado, os ingleses atacaram.
Os ingleses conseguiram manobrar contra os franceses e derrotá-los, capturando a maioria de seus navios. Os franceses perderam 16 000-20 000 homens. A batalha deu a supremacia naval da frota inglesa no Canal da Mancha. No entanto, eles foram incapazes de tirar vantagem estratégica disso, e seu sucesso mal interrompeu os ataques franceses em territórios e navios ingleses. Operacionalmente, a batalha permitiu ao exército inglês desembarcar e, em seguida, sitiar a cidade francesa de Tournai, embora sem sucesso.